# اکد (شهر)

نقشهٔ خاور نزدیک نمایش دهندهٔ قلمرو اکد

اَکِد پایتخت امپراتوری اکد بود. این امپراتوری، نیروی سیاسی حاکم در میان‌رودان در پایان هزارهٔ سوم پیش از میلاد بود. وجود اَکِد تنها بر پایهٔ منابع متنی دانسته است و موقعیت آن هنوز مشخص نشده‌است. البته دانشمندان مکان‌هایی را برای آن پیشنهاد داده‌اند. بیشتر پیشنهادهای اخیر، جایی در شرق دجله را معرفی می‌کنند.